# Conversation Peace
Conversation Peace – dwudziesty drugi studyjny album amerykańskiego muzyka Steviego Wondera wydany 21 marca 1995 roku. Z tej płyty pochodzi m.in. utwór For Your Love, który zdobył dwie nagrody Grammy.
W 1993 roku Wonder napisał około 40 piosenek po tym, jak został zaproszony na kilka tygodni do Ghany przez jej ówczesnego prezydenta Jerry’ego Johna Rawlingsa. Wiele z tych utworów znalazło się potem na płycie Conversation Peace. Wytwórnia Motown początkowo ogłosiła, że album ukaże się w 1993 roku, ale ponieważ piosenkarz kontynuował nad nim pracę jeszcze w 1994 roku, to ostatecznie ukazał się on w marcu 1995 roku.

## Lista utworów
| 1.  | Rain Your Love Down       | 6:08    |
|     |                           |         |
| 2.  | Edge of Eternity          | 6:01    |
|     |                           |         |
| 3.  | Taboo to Love             | 4:25    |
|     |                           |         |
| 4.  | Take the Time Out         | 5:05    |
|     |                           |         |
| 5.  | I'm New                   | 5:41    |
|     |                           |         |
| 6.  | My Love Is with You       | 5:54    |
|     |                           |         |
| 7.  | Treat Myself              | 4:55    |
|     |                           |         |
| 8.  | Tomorrow Robins Will Sing | 4:46    |
|     |                           |         |
| 9.  | Sensuous Whisper          | 5:47    |
|     |                           |         |
| 10. | For Your Love             | 5:00    |
|     |                           |         |
| 11. | Cold Chill                | 6:53    |
|     |                           |         |
| 12. | Sorry                     | 6:45    |
|     |                           |         |
| 13. | Conversation Peace        | 6:39    |
|     |                           |         |
|     |                           | 1:13:59 |
|     |                           |         |
źródło: AllMusic